# O Amor das Três Laranjas
O Amor das Três Laranjas (em russo:  Любовь к трём апельсинам, transl. Lyubov k Tryom Apelsinam) é uma ópera cómica composta em 1919 por Sergei Prokofiev, para um libreto baseado na peça teatral L'Amore delle tre melarance de Carlo Gozzi. Por sua vez, a peça foi baseada no conto de fadas italiano homônimo, escrito por Giambattista Basile.
A história absurda faz parte da tradição da commedia dell'arte, e trata de um jovem príncipe, amaldiçoado por uma bruxa e forçado a viajar por longas distâncias na procura de três laranjas, cada uma contendo uma princesa. O libreto foi adaptado por Prokofiev e Vera Janacopoulos a partir da tradução de Vsevolod Meyerhold para a obra de Gozzi. A adaptação modernizou algumas das influências da commedia dell'arte, introduzindo certa dose de surrealismo.
Na estreia, a ópera foi cantada em francês, sob nome L'Amour des trois oranges. A estreia foi em 30 de dezembro de 1921, na Casa de Óperas de Chicago, sob condução do próprio Prokofiev.